# Page Avenue: 10 Years and Counting
Page Avenue: 10 Years and Counting е петият студиен албум на американската рок група Story of the Year. Албумът съдържа песни от първия дебютен албум на групата – Page Avenue, който излиза през 2003 година, само че с акустични версии.

## Песни
1. And The Hero Will Drown (Acoustic 10 Year Version) 3:17
2. Until The Day I Die (Acoustic 10 Year Version) 4:03
3. Anthem Of Our Dying Day (Acoustic 10 Year Version) 3:22
4. In The Shadows (Acoustic 10 Year Version) 3:13
5. Dive Right In (Acoustic 10 Year Version) 3:05
6. Swallow The Knife (Acoustic 10 Year Version) 3:42
7. Page Avenue (Acoustic 10 Year Version) 3:34
8. Sidewalks (Acoustic 10 Year Version) 3:24
9. Divide And Conquer (Acoustic 10 Year Version) 3:06
10. Razorblades (Acoustic 10 Year Version) 4:07

## Членове на групата
- Дан Марсала – Вокалист
- Райън Филипс – Соло китара
- Адам Русел – Бас китара
- Филип Снийд – Ритъм китара
- Джош Уилс – Барабани